# Museo Leopold
El Leopold Museum se encuentra dentro del Museumsquartier en Viena y contiene una de las mayores colecciones de arte moderno austriaco.

## Historia
El museo se formó con la colección de Rudolf y Elisabeth Leopold, que desde la década de 1950 coleccionaron obras de autores austriacos del siglo XIX y de la primera mitad del siglo XX. En 1994 con el patrocinio de la República de Austria y del Banco de Austria la colección de Rudolf y Elisabeth Leopold pasa a manos de la Leopold Museum Private Foundation que crea el museo.

## Colecciones del Museo
- Siglo XIX. Obras de la "Altwiene" de carácter costumbrista de autores como Friedrich Gauermann, Ferdinand Georg Waldmüller y Johann Baptist Reiter. Paisajes, retratos y escenas mitológicas de Anton Romako precursor del movimiento modernista austriaco.

- Secesión. Una impresionante colección de pinturas de la "Secesión" con obras de Gustav Klimt, Egon Schiele, Carl Moll, Koloman Moser, Albin Egger-Lienz o Broncia Koller-Pinell. En el Leopold Museum se encuentra la mayor colección de Egon Schiele.

- Periodo de entre guerras. Una muestra representativa de la pintura austriaca del periodo de entreguerras con obras de Josef Dobrowsky, Gustav Hessing, Robert Kohl, Oswald Oberhuber y Maria Lassnig.

- Expresionismo. Una muestra representativa del movimiento expresionista que sucedió a la "Secesión" con obras de Herbert Boeckl, Hans Böhler, Anton Faistauer, Ernst Ludwig Kirchner, Richard Gerstl, Oskar Kokoschka, Anton Kolig, Max Oppenheimer, Georges Rouault y Franz Wiegele.

## Pintores del Museo
- Gustav Klimt
- Egon Schiele
- Oskar Kokoschka
- Max Oppenheimer

- Datos: Q59435
- Multimedia: Leopold Museum / Q59435